# Viktória Gueorguieva
Viktória Gueorguieva (búlgar: Виктория Георгиева; Varna, 21 de setembre del 1997) és una cantant búlgara. És coneguda per la seva participació en el programa de televisió X Factor. A la novena setmana va ser eliminada. Un any més tard va sortir la seva primera cançó. A finals del 2019 va ser elegida internament per representar Bulgària al Festival de la Cançó d'Eurovisió 2020 que s'hauria celebrat a la ciutat neerlandesa de Rotterdam en cas de no haver sigut cancel·lat per la pandèmia per coronavirus de 2019-2020. Per això, la televisió pública búlgara la va seleccionar internament per a representar el país al Festival d'Eurovisió 2021.